# Sommergibile portaerei

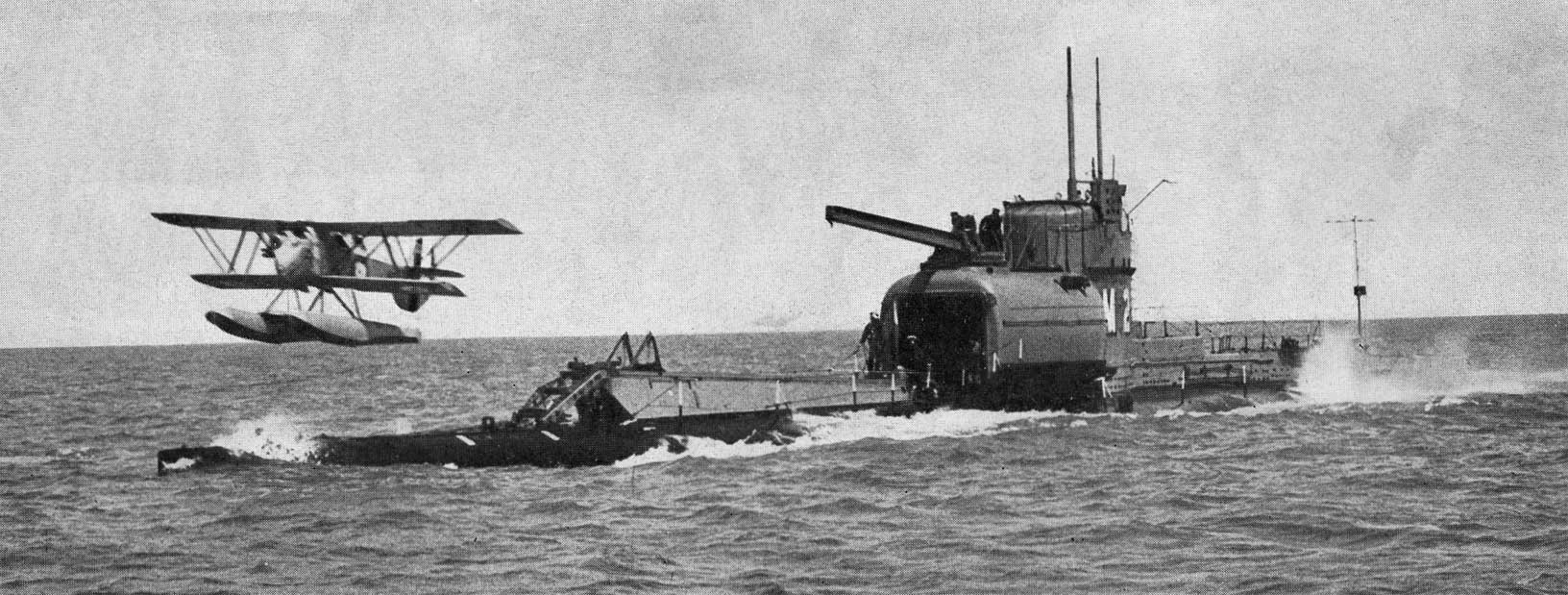
Lo HMS M2 lancia un idrovolante.

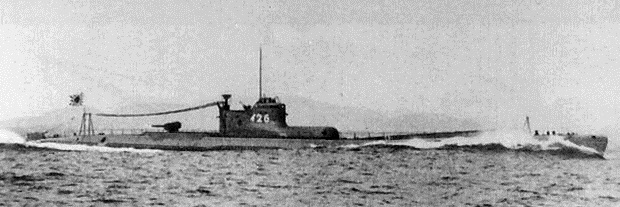
Il sommergibile I-26 della classe Tipo B1.

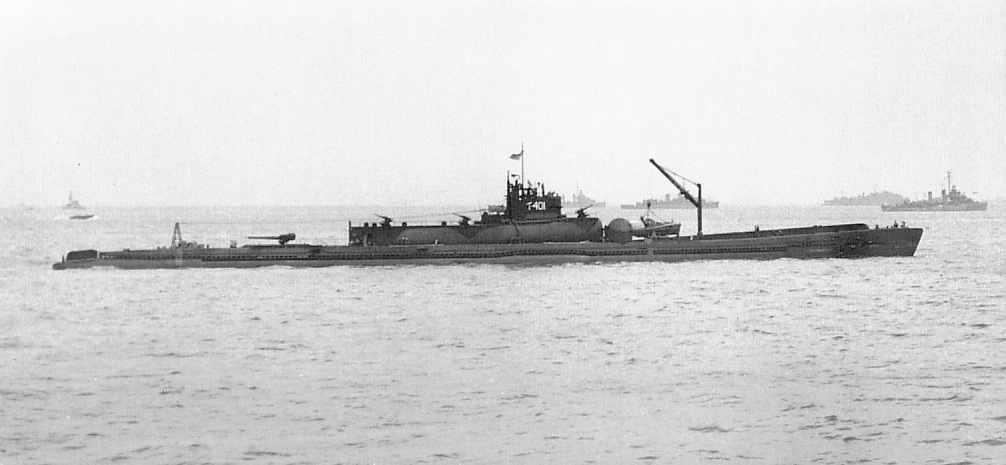
Esemplare della classe I-400.

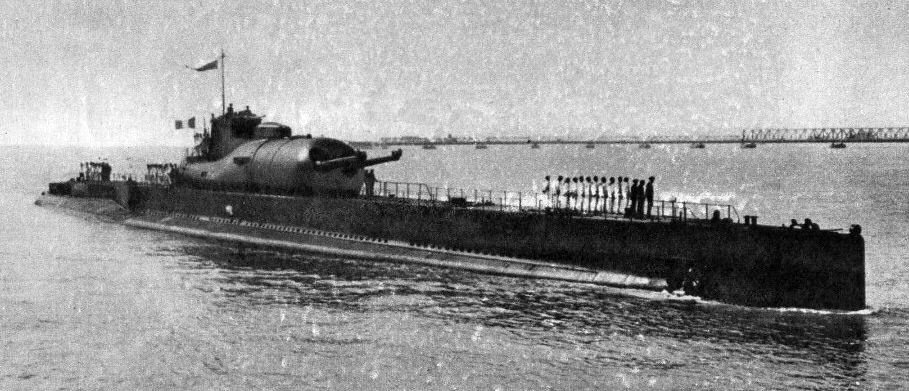
Il sommergibile francese Surcouf.

I sommergibili portaerei sono particolari sommergibili dotati di aeromobili ad ala fissa per missioni di osservazione o di attacco. Questi sommergibili hanno visto il loro uso più esteso durante la seconda guerra mondiale, anche se il loro significato operativo è rimasto piuttosto ridotto. I più famosi di essi sono stati i sommergibili giapponesi della classe I-400 e il sommergibile francese Surcouf, anche se alcune imbarcazioni simili sono state costruite dalle marine militari di altre nazioni.
Fatta eccezione per la classe I-400 e la classe I-13, questi sommergibili portaerei usavano i loro aerei in ruoli di supporto (in genere per la ricognizione), a differenza delle portaerei convenzionali, che costituiscono un tipo di nave la cui funzione principale è servire come base per gli aerei da combattimento. Tuttavia, sia nella realtà sia nella finzione, molti sommergibili portaerei sono stati concepiti e realizzati con lo stesso ruolo.

## Esempi
- Surcouf
- Type IX D2 Monsun
- HMS E22
- HMS M2
- Ettore Fieramosca (sulla carta, poi modificato a sommergibile convenzionale sugli scali)
- classe I-13 Type A Mod. 2 (2 unità)
- classe I-15 (20 unità)
- I-5
- I-8
- I-25
- classe I-26 Type B1
- classe I-40 Type B2
- classe I-54 Type B3
- classe I-400 (3 unità)
- USS S-1